# Condado de Clay (Indiana)
O Condado de Clay é um dos 92 condados do estado americano de Indiana. A sede do condado é Brazil, e sua maior cidade é Brazil. O condado possui uma área de 933 km² (dos quais 7 km² estão cobertos por água), uma população de 26 556 habitantes, e uma densidade populacional de 29 hab/km² (segundo o censo nacional de 2000). O condado foi fundado em 1825.